# 다카라촌 (구마모토현)
다카라촌(일본어: 高良村)은 일본 구마모토현 우토군에 설치되었던 촌이다. 현재의 우키시에 해당한다.

## 참고 문헌
- 角川日本地名大辞典編纂委員会, 『角川日本地名大辞典 43 熊本県』1987, 角川書店